# آلن واکر
آلن واکر (انگلیسی: Alan Walker؛ زادهٔ ۲۴ اوت ۱۹۹۷) که قبلاً با نام دی‌جی واکز شناخته می‌شد،آهنگساز ، تهیه‌کننده موسیقی و دی‌جی متولد انگلستان و اهل نروژ است. در سال ۲۰۱۵، واکر پس از انتشار تک آهنگ «Faded» در ١٨ سالگی که در ۱۴ کشور گواهینامه‌های پلاتینی را دریافت کرده مورد تحسین بین‌المللی قرار گرفت و پس از آن طرفداران زیادی از سراسر دنیا پیدا کرد
اگرچه او ترانه‌های مشهوری نظیر: Alone، Sing me to sleep، Darkside، On my way، Diamond heart و Tired داشته، اما بزرگ‌ترین موفقیت او در سال ۲۰۱۵ و با ساختن ترانه Faded به دست آمد. این ترانه بیش از ۳.٨ میلیارد بازدید و ٢٩ میلیون لایک در یوتیوب داشته‌ و در اسپاتیفای نیز این آهنگ در آوریل ٢٠٢۵ حدود ٢.١ میلیارد بازدید دارد. این آهنگ در چارت‌ های ده کشور در رتبه اول قرار گرفت. همچنین این تک آهنگ در چند کشور گواهی‌نامه فروش موسیقی ضبط‌شده را نیز دریافت کرده‌است. او اولین آلبوم استودیویی خود را با عنوان «دنیای متفاوت» در سال ۲۰۱۸ منتشر کرد. وی آلبوم دوم خود را که «دنیای واکر» نام دارد در سال ۲۰۲۱ و جدیدترین آلبوم او «واکرورد ٢.٠» نام دارد که در سال ٢٠٢۵ منتشر کرد.
او در سال ۲۰۱۶ در رتبه ۵۵، در سال ۲۰۱۷ در رتبه ۱۷، در سال ۲۰۱۸ در رتبه ۳۶، در سال ۲۰۱۹ در رتبه ۲۷ ، در سال ۲۰۲۱ در رتبه بیست و دومین و در سال ۲۰۲۲ در رتبه ۱۷ دی جی برتر سال و در سال ۲۰۲۳ با ۶ پله صعود به رتبه ۱۱  « مجله دی جی » قرار گرفت 
ارزش دارایی الن واکر تا اوایل سال ۲۰۲۲ میلادی، ۴۱.۹ میلیون دلار تخمین زده شده است.
همچنین واکر تا به حال با دی جی های مشهوری چون تیستو، آویچی، مارشملو، آلوک، استیو آئوکی و کیگو و بسیاری دی جی دیگر همکاری از جمله ترک و ریمیکس داشته است.
او با خواننده های مطرحی چون سیا ، ایوا مکس ، اکس اکس اکس تنتاسیون ، جولی برگان ، و... همکاری داشته است.

## زندگی

### اوایل زندگی

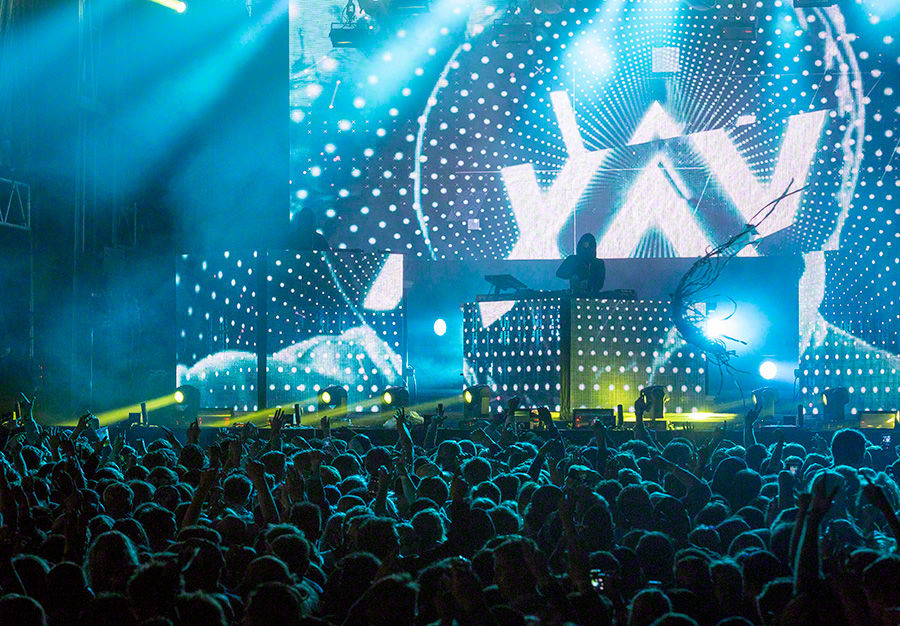
کنسرت آلن واکر در نروژ، ۲۰۱۶

آلن واکر ۲۴ اوت ۱۹۹۷ در نورث‌همپتون انگلستان متولد شد و در دو سالگی به همراه والدین و برادر و خواهر خود به برگن در نروژ مهاجرت کرد. وی فرزند هیلده امدال واکر، نروژی و فیلیپ آلن واکر، انگلیسی است. او در نروژ و انگلستان به خاطر والدینش تابعیت دوگانه دریافت کرد. واکر با خواهر بزرگتر و برادر کوچکتر خود با نام های «کاملی»  و «آندریاس» که  به ترتیب در انگلیس و نروژ متولد شدند، بزرگ شد. وی تاکنون ازدواج نکرده و فرزندی ندارد.
او با ویوی نیمی (زادهٔ ۳۰ ژوئن ۱۹۹۹، در هِلسینکی فنلاند) رابطه عاشقانه دارد.
او از کودکی علاقه فراوانی به کار با رایانه داشته و به همین سبب برنامه‌نویسی و طراحی گرافیک را فرا گرفته‌است. وی همچنین موسیقی را نیز با آموزش‌هایی که از یوتیوب دیده آموخته‌است.

### اوایل فعالیت
واکر در ۱۴ سالگی با استفاده از نرم‌افزار اف‌ال استودیو شروع به آهنگسازی بر روی لپ تاپ کرد. او در ابتدا نام مستعار (دی جی واکز) را برای خود انتخاب کرده بود. از اولین کارهای او می‌توان به ترانه «جشن» اشاره کرد، این ترانه در ۷ اکتبر ۲۰۱۲ منتشر شد. واکر در ۱۷ اوت ۲۰۱۴ نسخه اولیه و بی کلام ترانه محو را منتشر کرد، این ترانه بازخورد خوب مردم را دریافت کرد و در ۱۹ نوامبر دوباره با برچسب بدون کپی رایت صدا منتشر شد. او در سال ۲۰۱۵ با همین برچسب دو ترانه دیگر با نام‌های «Specter» و «force» منتشر کرد.

## حرفه

### ۲۰۱۲ تا ۲۰۱۵: اوایل کار در آلبوم بدون کپی رایت صدا و «محو شده»
در سال ۲۰۱۲، واکر به آهنگ‌های «دیوید سیست» — که قبلاً با نام «دی جی نس» معروف بود — گوش می‌داد. او همچنین تحت‌تاثیر تولیدکنندگان سبک الکترونیک مانند کایگو، K-391 و اهریکس آهنگسازانی نظیر هانس زیمر و استیو جابلونسکی قرار گرفته‌است. از اولین آهنگ‌های او می‌توان به memorise , celebrate و perry اشاره کرد.
واکر در سال ۲۰۱۵ قراردادی با شرکت سونی میوزیک امضا کرد. اولین ترانه ترانه این قرارداد نسخه بازسازی شده ترانه محو بود. نسخه اولیه این ترانه در ۱۷ اوت ۲۰۱۴ منتشر شد و نسخه بازسازی شده که با خوانندگی آیسلین سولهیم همراه بود در ۳ دسامبر ۲۰۱۵ و با برچسب بدون کپی رایت صدا منتشر شد. موزیک ویدیوی این ترانه در شهر تالین کشور استونی فیلمبرداری شده‌است. این تک‌آهنگ در چارت‌های ایتالیا، والونیا، فرانسه، نروژ، اسپانیا، لهستان، فنلاند، سوئد، سوئیس، اتریش در رتبه اول و در چارت‌های فلاندرز، ایرلند، دانمارک، استرالیا، نیوزلند، بریتانیا، جزو ۱۰ ترانه اول قرار گرفت، و رکورد بیش از ۳ میلیارد بار مشاهده را به دست آورد. این ترانه همچنین در بین ۱۰ ویدیوی برتر یوتیوب قرار دارد. و یک ریمیکس رسمی از دش برلین، تییستو و هاردول دریافت کرده‌است. پس از موفقیت جهانی ترانه محو شده واکر در حالی که دبیرستانی بود ترک تحصیل کرد. او در حال حاضر به آهنگسازی و برگزاری کنسرت مشغول است.

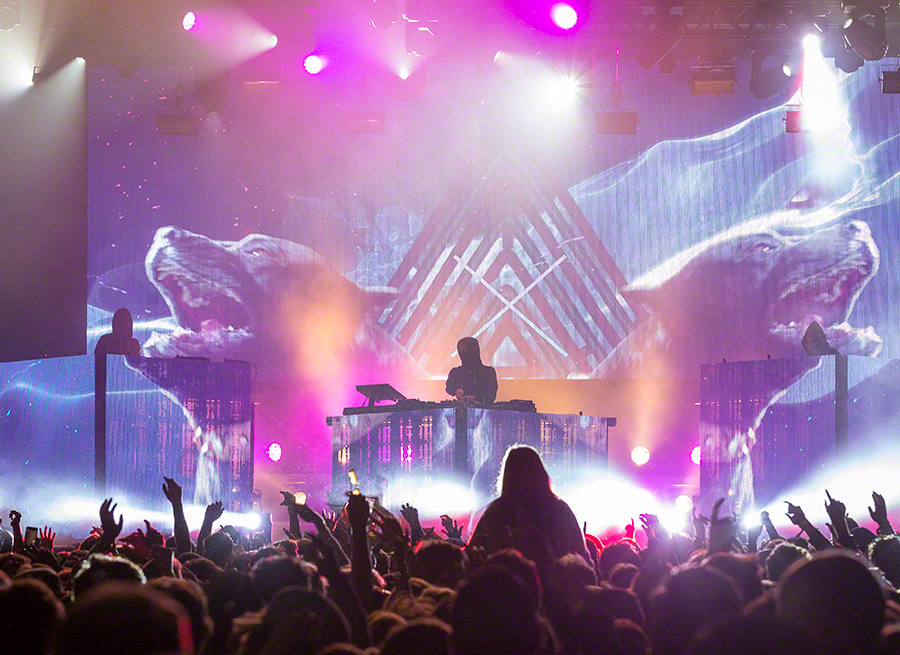
کنسرت آلن واکر در استاوانگر، ۲۰۱۶

### ۲۰۱۶: اجراهای زنده، ترانه‌های «برایم آواز بخوان تا بخوابم» و «تنها»
در ۲۷ فوریه، نخستین اجرای زنده خود را در بازی‌های زمستانی اسلو انجام داد. او ۱۵ آهنگ را همراه با آیسلین سولهیم اجرا کرد. او تا ماه مارس، حدود ۳۰ تا ۴۰ ترانه تولید کرد اما بیشترین موفقیت وی توسط ترانه محو کسب شد. در مارس ۲۰۱۵، برای اولین بار در رتبه اول جایزه ۳۰ موزیک داغ ان‌آرجی یورو قرار گرفت، او پس از کیگو دومین هنرمند نروژی بوده که برندهٔ این جایزه شده‌است. چهار هفته بعد از کسب رتبه اول و گرفتن جایزه ان‌آرجی او با همکاری زارا لارسون به برگزاری کنسرت مشغول شد و چندین کنسرت اجرا کرد. تک‌آهنگ «Sing me to sleep» در ۳ ژوئن منتشر شد، این ترانه نیز توسط آیسلین سولهیم خوانده شد. موزیک ویدیو این ترانه در هنگ کنگ فیلمبرداری شد، این موزیک ویدیو در یوتیوب دارای بیش از ۶۳۰ میلیون نمایش و در اسپاتیفای دارای ۴۰۰ میلیون پخش است. «Sing me to sleep» رتبه خوبی در چارت‌های مختلف به دست آورد، این موسیقی همچنین گواهی‌نامه فروش کشور سوئد را به دست آورد. تک‌آهنگ «Alone» در ۲ دسامبر منتشر شد و توسط نونی بائو خوانده شد. موزیک ویدیو این آهنگ در یوتیوب بیش از یک میلیارد بیننده داشته‌است. در ۲۱ و ۲۲ دسامبر آلن واکر کنسرتی به نام "Alan Walker is Heading Home" در شهرش برگن برگزار کرد. او در این کنسرت ۱۶ ترک را با خوانندگان بسیاری از جمله آنجلینا اردن، ماریوس ساموئوزن، الکساندرا روتان، مدکن و تاو استایرک همکاری کرد. این کنسرت به صورت رسمی در یوتیوب پخش شد. او یک روز بعد از اجرایش در نروژ ترانه معمولی را منتشر کرد. او این ترانه را با همکاری «دیوید سیست» که قبلاً با نام «دی جی نس» معروف بود ساخت. این ترانه بیش از ۶۰ میلیون بازدید در یوتیوب و بیش از ۳۷ میلیون بازدید در اسپاتیفای داشته‌است.

### ۲۰۱۷ تاکنون: آلبوم دنیای متفاوت و ترانه‌های دیگر
در هفت آوریل، واکر نسخه بی‌کلام آهنگ «آتش زدن» را منتشر کرد که توسط سازنده موسیقی نروژی و آهنگساز K-391 پخش شد. این آهنگ به عنوان تبلیغی برای راه‌اندازی تلفن هوشمند سونی Xperia XZs منتشر شد.
در ۱۹ مه، واکر اولین آهنگ خود با صدای مرد را با عنوان «Tired» با صدای خواننده و آهنگساز ایرلندی گاوین جیمز منتشر کرد. این ترانه بیش از ۱۴۵میلیون بازدید در یوتیوب داشت. در ۹ ژوئن به همراه الکس اسکریندو ترانه «آسمان» را منتشر کرد که بیش از ۶۰ میلیون بازدید در یوتیوب داشت.
در ۱۵ سپتامبر، او «The Specter» را منتشر کرد، نسخه تجدید شده با آواز همین آهنگ در ۲۰۱۵ منتشر شد. این ویدیو بیش از ۱ میلیارد بازدید داشته‌است.
در ۲۷ اکتبر، واکر آهنگ «All falls down» منتشر کرد که در آن خواننده آمریکایی نواه سایرس و دی جی انگلیسی (Digital Farm Animals (Juliander حضور داشتند. خط داستانی این ویدیو ادامه ای برای آهنگ قبلی خود «Tired» است. ویدیو یوتیوب این موزیک بیش از ۳۰۰ میلیون بار مشاهده شده‌است.
آلن واکر در سال ۲۰۱۸ با داشتن بیش از ۱۵ میلیون دنبال‌کننده در یوتیوب به رتبه یوتیوبر اول نروژ دست پیدا کرد. آلن واکر در ۱۶ ژانویه، در مصاحبه‌ای با شبکه تلویزیونی Fuse، اعلام کرد که در حال ساخت یک آلبوم موسیقی جدید است، او گفت: «این آلبوم هنوز در حال پیشرفت است و آماده نیست و من نمی‌توانم دربارهٔ ویژگی‌هایش صحبت کنم، با این حال بسیار هیجان زده هستم.»
در ۱۱ مه، واکر و تولیدکننده موسیقی نروژی K-391 نسخه آوازی «ignite» را منتشر کردند که توسط خواننده و ترانه‌سرا نروژی جولی برگان و خواننده اهل کره جنوبی، سونگری خوانده شده بود. این ویدیو موسیقی در تاریخ ۱۲ ماه مه در کانال یوتیوب K-391 منتشر شد و بیش از ۳۹۰ میلیون بار مشاهده شد. او همچنین در ۲۷ ژوئیه ترانه «Darkside» را با همکاری آئورا و خواننده نروژی تومنی هارکت منتشر کرد. ویدیو این ترانه بیش از ۵۶۰ میلیون بازدید داشته‌است.
وی در ۲۱ اوت، مجموعه سریالی 'Unmasked' vlog را منتشر کرد که حاوی فیلم‌هایی از پشت صحنه کنسرت‌ها و زندگی شخصی‌اش است. واکر در ۳۰ اوت، یک نسخه بازسازی (ریمیکس) شده از ترانه «the sheep» را منتشر کرد. این ترانه توسط لی خوانده شده و گروه اکسو آن را منتشر کرده‌است.
واکر در در ۲۸ سپتامبر ترانه ای را با نام «diamond heart» منتشر کرد. این ترانه توسط سوفیا سومجو خوانده شده‌است.
وی در ۳۰ نوامبر، تک آهنگ «different world» را از نخستین آلبوم استودیویی خود با همین نام منتشر کرد. این آلبوم در ۱۴ دسامبر منتشر شد که شامل آهنگ‌های جدیدی بوده‌است.
واکر در ۲۲ فوریه، تک آهنگ «Are you lonely» را منتشر کرد که در آن دی جی آمریکایی استیو آئوکی و ایزاک حضور داشتند. این یک ریمیکس از آهنگ اصلی «lonley» است که در اولین آلبوم خود قرار دارد.
وی در ۲۱ مارس، تک آهنگ «On My Way» خود را با همکاری پابجی منتشر کرد که در آن سابرینا کارپنتر و فروکو حضور داشتند. آن بیش از ۶۷۰ میلیون بار در اسپاتیفای مشاهده شده‌ است.
در ۲۵ ژوئیه، آلن واکر تک آهنگ جدید خود را با نام «live fast» به همراه ایسپ راکی با همکاری پابجی موبایل منتشر کرد.
در ۳۰ اوت، آلن واکر آهنگ جدید خود «Play» را با همکاری K-391، تونگواگ و مانگو منتشر کرد. دو روز بعد، آنها مسابقه ای برای ریمیکس کردن این ترانه برای همه تولیدکنندگان موسیقی در سراسر جهان برگزار کردند تا ریمیکس خود را با استفاده از هشتگ #PRESSPLAY در یوتیوب بارگذاری کنند و برندگان می‌توانستند به استودیو آلن واکر و دوستانش بروند.
در ۱۷ اکتبر، آئورا تک آهنگ جدید خود «The specter» را با همکاری آلن واکر منتشر کرد.
در اول نوامبر، واکر تک آهنگ بی کلام جدید خود را با نام "ماً منتشر کرد و تور Aviation Tour و بازی موبایل Aviation خود را راه اندازی کرد. این ترانه بازسازی ترانه "Norwegian Sunset" است. آهنگی که در فیلم معروف نروژی Flåklypa Grand Prix در دهه ۱۹۷۰ به نمایش گذاشته شد.
در تاریخ ۲۷ دسامبر، آلن واکر آهنگ جدید خود را با نام «تنها، قسمت دوم» را با ایوا مکس منتشر کرد. این آهنگ دنباله آهنگ قبلی وی «تنها» است و ادامه موزیک ویدیو «در راه خودم» است. موزیک ویدیوی آن بیش از ۱۷۰ میلیون بار مشاهده شده‌است.
در تاریخ ۶ مارس، آلن واکر به همراه K-391 و اهریکس آهنگ جدید خود را با نام «پایان زمان» منتشر کردند. این آهنگ نسخه جدید و بازسازی شده از ترانه «جدید» از اهریکس است.
در اول آوریل، آلن ترانه ای به نام «headig home» را با صدای روبن منتشر کرد که ویدیو آن پایان کار ویدیوهای سه‌گانه «On My Way» و «Alone Pt. II» است.
در تاریخ ۱۵ مه، آلن ریمیکس ترانه «Time» را منتشر کرد، ترانه ای که موسیقی متن فیلم Inception ساخته هانس زیمر می‌باشد.
در سال ۲۰۱۹ موزیک ویدیوی ترانه diamond heart، نامزد بهترین فیلمبرداری در جوایز موزیک ویدیویی برلین شد.
او در سال ۲۰۲۱، آهنگ‌های sorry, fake a smile و believer را منتشر کرد که با موفقیت‌های زیادی همراه بودند. او همچنین یک رویداد مرتبط با بازی ویدیوئی the avivation game ترتیب داد که دارای ۴ قسمت بود و در یوتیوب بارگذاری می‌شد.
جدیدترین آهنگ او، sweet Dreams نام دارد که با همکاری imanbek، دی جی قزاقستانی ساخته شده‌است. این آهنگ تاکنون در اسپاتیفای بیش از ۲۵۰ میلیون بازدید خورده‌است.

### ۲۰۲۰–۲۰۲۱:دنیای واکر

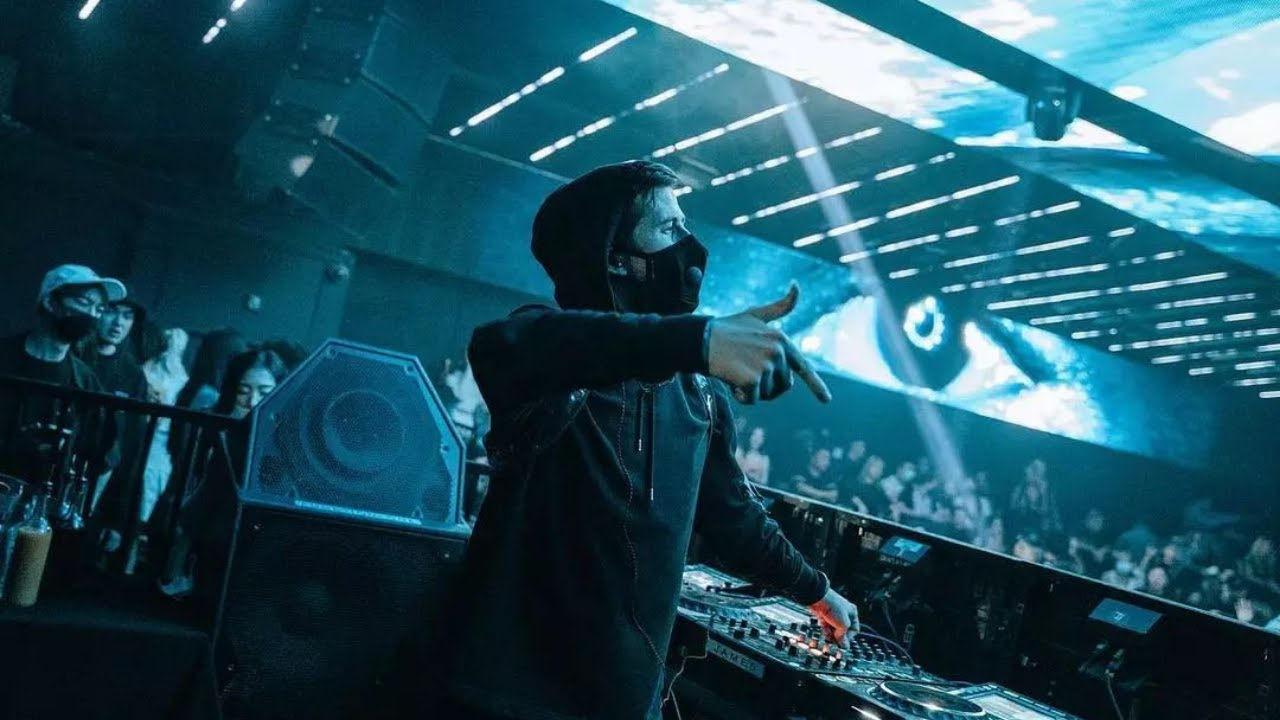
آلن واکر در سال ۲۰۲۱

واکر در ۶ مارس ۲۰۲۰ اتمام وقت (به انگلیسی: End Of Time)  را اجرا کرد، چهار سال بعد از انتشار ″Faded″
در ۱۵ مه ۲۰۲۰، واکر ریمیکسی از "Time" اثر هانس زیمر را منتشر کرد. واکر قبلاً یک نسخه امضا شده از موسیقی «Time» را دریافت کرده بود و این دو نوازنده اولین بار در آوریل ۲۰۱۹ در بارسلونا در یکی از تاریخ های تور «دنیای هانس زیمر – جشن سمفونیک» با هم آشنا شدند.  این دیدار منجر به صحبت هایی در مورد یک همکاری احتمالی شد که در نهایت روشن شد.  واکر درباره این همکاری گفت: "همه کسانی که من را می شناسند می دانند که من یکی از طرفداران بزرگ هانس زیمر هستم. کارهای او نقش بزرگی در سفر موسیقی من داشته است. به خصوص "زمان" که آهنگ مورد علاقه من در تمام دوران است.  نسخه من از این آهنگ اولین ریمیکس رسمی اثر هانس زیمر است که از این فرصت بسیار سپاسگزارم.
موزیک "Time" موزیک متن فیلم سینمایی تلقین است.
در ۱۸ اوت ۲۰۲۱، واکر «ROG Zephyrus G14 Alan Walker Special Edition» را راه‌اندازی کرد، یک لپ‌تاپ مخصوص بازی که با مشارکت ایسوس و جمهوری گیمرها (ROG) ساخته شده است. این محصول با قیمت 1999 دلار، شامل پردازنده ای ام دی رایزن 9 5900HS، کارت گرافیک ارزان قیمت نوادیا GeForce آر تی ایکس 3050 تی، صفحه نمایش اولترا اچ دی ۱۲۰ هرتز، ۱۶ گیگابایت رم و ۱ ترابایت فضای ذخیره سازی است.  Alan Walker Edition تفاوت قابل توجهی با نسخه های دیگر دارد.  به جای سفید، زغالی است و دارای بند پارچه‌ای بافته شده است که در آن متن بافته شده است.  این یک لمس قطعی از سبک لباس با تکنولوژی بالا واکر است، و طرح رنگ تیره با ظاهر هودی و ماسک امضای هنرمند مطابقت دارد.  با باز کردن لپ‌تاپ، صفحه‌کلیدی با رنگ منحصربه‌فرد، با چندین کلید آبی روشن در کنار کلیدهای سیاه و خاکستری مشخص می‌شود.  کلیدهای "A" و "W" که برای بازی های رایانه شخصی به عنوان بخشی از کلاستر "WASD" مهم هستند، هر کدام با نشان "AW" واکر حک شده اند.  این لپ‌تاپ همچنین دارای صداها و انیمیشن‌های استارت‌آپ سفارشی ایجاد شده توسط واکر است.  در دارای ماتریس ای ای دی مشابه نسخه ویژه AniMe Matrix G14 است که می تواند برای اجرای انیمیشن ها و تصاویر از پیش تعیین شده یا سفارشی استفاده شود.  در این حالت می توان نور در را با موسیقی و نور لپ تاپ هماهنگ کرد.   بلندگوهای این لپ تاپ نیز قدرتمندتر از بلندگوهای G14 استاندارد هستند.  این همکاری همچنین بر روی تک آهنگ واکر لبخند تصنعی زدن(به انگلیسی"Fake A Smile")  با حضور سالم ایلسه متمرکز شد.  این آهنگ در ویدئویی که توسط راگ منتشر شده است، نمایش داده می‌شود و یک پیچش پویا به دنیای بازی ۲۳ اضافه می‌کند.
واکر در مورد همکاری خود با جمهوری گیمرهای ایسوس (ROG) چنین می گوید: "همکاری با ایسوس برای من تجربه بسیار خوبی بود، به خصوص به این دلیل که من واقعاً برند و محصولات آنها را دوست دارم. به عنوان یک تولید کننده موسیقی و همچنین یک گیمر مشتاق، لپ تاپ G14  کار کردن با بازیگر و کارگردان نروژی آکسل هنی، که من از طرفداران پر و پا قرص ایسوس هستم، برای من عالی است  چند چیز هیجان انگیز برای سال ۲۰۲۱ که من مشتاقانه منتظر رونمایی از آنها هستم."
در ۲۶ نوامبر ۲۰۲۱، او دومین آلبوم استودیویی خود را با عنوان World of Walker، متشکل از ۱۵ آهنگ ساخته شده پیرامون الکترو پاپ و موسیقی رقص الکترونیک منتشر کرد.  این آلبوم همچنین اولین آلبوم او در سه سال اخیر بود. این آلبوم در جدول آلبوم های نروژی به رتبه ۶ و در چارت آلبوم های فنلاند به رتبه ۲۴ رسید.  اولین تراک "زمان (ریمیکس آلن واکر)" است.  آهنگ های دیگر عبارتند از: "On My Way"، دنباله ای بر موفقیت "Alone"، "Alone Pt. II"، که آواز خواننده پاپ ایوا مکس در آن حضور داشت و به یک موفقیت تبدیل شد، و "fake A smile" که در آن سالم ایلسه حضور داشت.  پس از تیک تاک به موفقیت بزرگ خود در سراسر جهان دست یافت. ویدیوی تریلر منتشر شده امروز شامل آهنگ "The Spectre" و "Fake A Smaile" است.  ویدیوی تریلر منتشر شده، کلاژی از موزیک ویدیوها برای آهنگ‌هایی است که در همان سال منتشر شد، از جمله «Sorry»، «Fake A Smaile»، «Sweet dreams» و «Paradise» و نگاهی به فعالیت‌های واکر در سال ۲۰۲۱ است.  بعد از انتشار آلبوم واکر گفت: "۲۰۲۱ سال بسیار خوبی بود. بیایید آن را به سالی خاطره انگیزتر تبدیل کنیم."
در ۱۳ نوامبر ۲۰۲۱، قرارداد او با موسیقی بدون حق چاپ (NCS) منقضی شد و انتشارات او در لیبل (محو، شبح، زور) از کاتالوگ موسیقی بدون حق چاپ و از پلتفرم‌های پخش حذف شدند.

### ۲۰۲۲–به بعد:واکرورسوواکر ورد

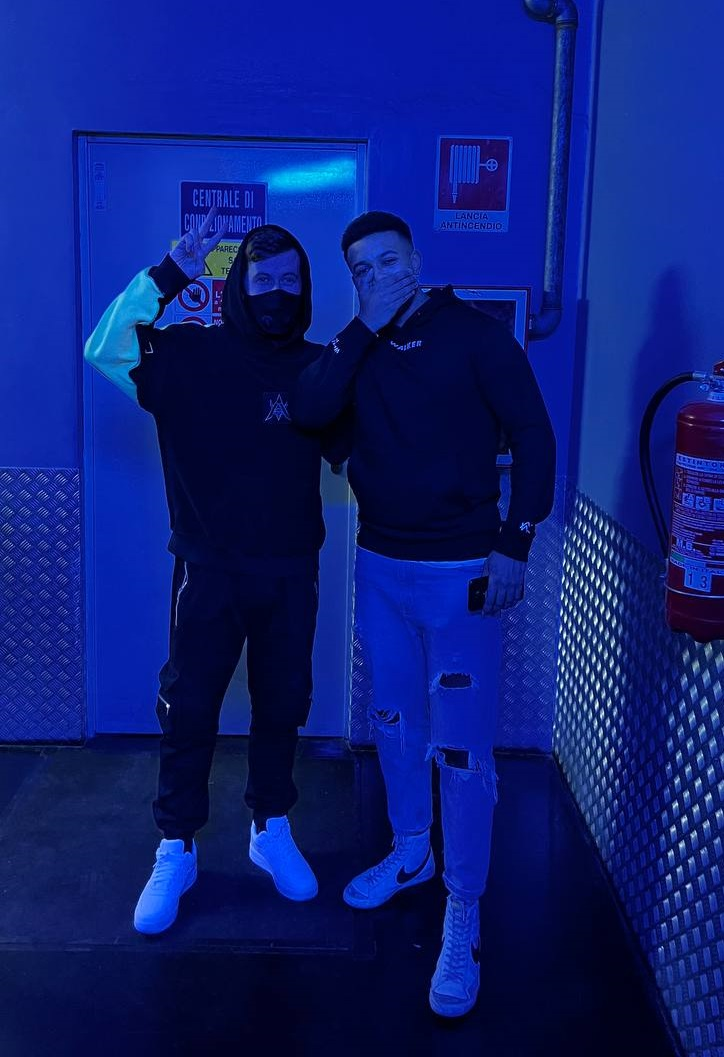
واکر به همراه یکی از طرفدارانش در سال ۲۰۲۲

در سال ۲۰۲۲، واکر پروژه (Walkerverse Pt. I & Pt. II) را منتشر کرد که به عنوان دو مجموعه ارائه شد و بعداً به عنوان سومین آلبوم استودیویی او مجدداً منتشر شد؛ اولین مجموعه، واکرورس پارت اول،  شامل "Adventure time"، "somebody like you" با Au/Ra " واکرورس پارت دو " شامل نه آهنگ، از جمله "Extremes" با تروور دانیل و تک آهنگ "Lovesick" است که نمونه "رقص مجارستانی شماره 5. دلتنگ عشق" برامس است، که نمونه "رقص مجارستانی شماره ۵" برامس است. به دنبال آن تور واکرورس ۲۰۲۲ ، که در سپتامبر ۲۰۲۲ آغاز شد، برگزار شد.  بریتانیا در ماه سپتامبر و برای 29 نمایش تا دسامبر در سانفرانسیسکو، کالیفرنیا اجرا شد یک تیزر برای تور نیز منتشر شد.
در سال ۲۰۲۲، واکر با وب‌سایت سرمایه‌گذاری جمعی سوئدی Corite قرارداد امضا کرد که به طرفداران اجازه می‌دهد در یک پروژه موسیقی سرمایه‌گذاری کنند.  واکر بیش از 100000 دلار از طرفداران برای پروژه‌های موسیقایی بعدی‌اش جمع‌آوری کرد، اولی یک مجموعه تلفیقی به نام Origins بود، در حالی که دومی همکاری با جامعه آنلاین طرفدارانش به نام (واکر ها به انگلیسی : The walker) به نام "Unity" بود.
در ۷ آوریل ۲۰۲۳، او دوباره با NCS قرارداد امضا کرد و "dreamer" منتشر شد.  این اولین انتشار NCS واکر در هشت سال و همچنین اولین انتشار او از زمان منقضی شدن قرارداد اصلی او و حذف نسخه های قبلی او بود. اولین نمایش در کانال یوتیوب NCS بیش از 2600 بیننده را به خود جلب کرد و این آهنگ در 10 ساعت منتهی به پخش بیش از 3400 لایک و 618 نظر دریافت کرد و طی 13 روز پس از انتشار به 1 میلیون بازدید رسید.
در ۴ مه ۲۰۲۳، واکر آهنگ "Hero" را با ساشا الکس اسلون منتشر کرد.  این آهنگ بیش از ۷۵ میلیون بار در یوتیوب دیده شده است و بیش از ١٠٠ میلیون یار در اسپاتیفای شنیده شده است؛ این آهنگ همچنین به رتبه ١ در نمودارهای رادیویی مجارستان رسیده است. در ۲۳ سپتامبر ۲۰۲۳، واکر با گروه موسیقی الکترونیک هلندی Dash Berlin و یوتیوبر و نوازنده بریتانیایی Vikkstar در آهنگ "(Better Off (Alone, Pt. III)" که اولین تک آهنگ Vikkstar بود، همکاری کرد.  این بخشی از مجموعه آهنگ های واکر است، از جمله تک آهنگ او در سال 2016 "تنها" و تک آهنگ مشترک او با آوا مکس در سال 2019، "تنها پارت دو".  این آهنگ به‌شدت نمونه‌ای از تک‌آهنگ «Better Off Alone» در سال 1999 است که توسط اعضای مؤسس Dash Berlin، Eelke Kalberg و Sebastian Morin به عنوان بخشی از پروژه Eurodance Alice Deejay نوشته شده است.
در ۱۰ نوامبر ۲۰۲۳، واکر چهارمین آلبوم استودیویی خود، واکرورد را منتشر کرد.  در حال حاضر در مجموع ۱۲ آهنگ وجود دارد، اما آهنگ‌های جدید هر ماه در سال ۲۰۲۴ اضافه می‌شوند. این آلبوم با بازی فورتنایت، یک تور جدید و وب‌سایت walkerworld.ai ارائه می‌شود. این آلبوم شامل آهنگ "شبح 2.0" با استیو آئوکی و "سرزمین قهرمانان" با سوفی استری است.
در ۴ ژانویه ۲۰۲۴، واکر آهنگ "Who I Am" را با خواننده نروژی پدر الیاس و خواننده اندونزیایی پوتری آریانی منتشر کرد.  قسمت اصلی ترانه نمونه آهنگی از فیلم نروژی Karius and Baktus محصول 1955 است که توسط کریستین هارتمن ساخته شده است (او همچنین دارای اعتبار ترانه سرایی در فیلم است).  از نظر سبک شبیه به آهنگ واکر "در راه من" است و عناصر ارکستری را در خود جای داده است.
در ۲۶ آوریل، واکر اعلام کرد که بدون نقاب در محل اقامت خود در کلوپ شبانه LIV لاس وگاس، نوادا، ایالات متحده اجرا خواهد کرد.  واکر در اواخر بیست و ششم در توییتر پست کرد، "واکرها، من باید یک اعلامیه ویژه ارائه کنم... او ادامه داد: "من مشتاق شدم اقامت وگاس خود را در LIV اعلام کنم! آماده باشید تا موسیقی را مانند قبل تجربه کنید، همانطور که من ضربه می زنم.  صحنه برای اولین بار در تاریخ شنبه، ۲۷ آوریل، رونمایی شد!  روز بعد، بیست و هفتم، واکر بدون ماسک روی صحنه ظاهر شد.  او گفت: "خوشحالم که اقامت لاس وگاس خود را در LIV اعلام کنم!  شنبه ۲۷ آوریل، من برای اولین بار بدون ماسک روی صحنه می روم، پس آماده شوید تا موسیقی را مانند قبل تجربه کنید!»  وی بیان کرد. واکر فاش کرد که قصد انجام این کار را یک روز قبل از شروع اقامت خود در LIV داشته است.
واکر در ۱۹ مارس ۲۰۲۴ تک آهنگی به نام "Team side feat. RCB" با همکاری sofiloud در پی همایت از تیم "کریکت RCB" منتشر کرد که موزیک ویدیو این آهنگ در استادیوم RCB با حضور پر شکوه طرفداران ضبط شد.
وی در می ۲۰۲۴ آهنگی تحت عنوان "Unsure" با همکاری Kylie Cantrall منتشر کرد که تحت آلبوم واکرورد بود و چند روز بعد ریمیکسی از آهنگ "Hide away " از دایا منتشر کرد.
آلن واکر در ۱۳ ژوئن ۲۰۲۴ پی تور آسیای خود با پیش زمینه WCG #24 آهنگی به نام "Barcelona" منتشر کرد که این موزیک نیز تحت آلبوم واکرورد بود و پیش زمینه ای برای بازی walkerworld creator game بود که در موزیک ویدیو این آهنگ نیز به آن پرداخته شده بود.
واکر در تاریخ ۷ اوت ۲۰۲۴ در پی اولین همکاری با Monstercat و راکت لیگ آلبوم چنگ آهنگه ای (EP) به نام Neon Nights متشکل از چهار آهنگ را منتشر کرد.

## تصویر عمومی

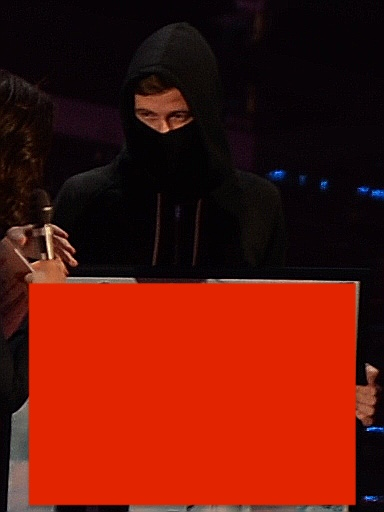
آلن واکر در WMA

واکر در اصل با عنوان "دی جی واکز" شناخته شده بود، اما از آنجا که در برخی آهنگ‌ها به عنوان تولیدکننده بود نه دی جی نامش به "واکز" تغییر کرد. او با استفاده از نام واقعی خود، آلن واکر، لوگویی با واژه‌های "A" و "W"، (که حروف اول نامش هستند) در سال ۲۰۱۳ طراحی کرد. او در کنسرت‌ها و ویدیوهای خود نیز چهره‌اش را با ماسک می‌پوشاند. واکر در مصا ح به‌ای با ان‌آرکا گفت: «همان ابتدا، ما در مورد ایده‌هایی فکر می‌کردیم که چگونه می‌توانیم با آن، آلن واکر را به عنوان یک هنرمند مشهور معرفی کنیم، و سپس یک نماد را ایجاد کردیم که تقریباً همه می‌توانند شبیه آن باشند، بنابراین شما می‌توانید با یک ماسک یک آلن واکر شوید. بدون اینکه مشخص شود چه کسی هستید و بدین صورت همه باهم برابر هستیم.»
در اولین عکس‌های تبلیغاتی و فیلم‌های ویدیویی، چهره آلن واکر به سختی قابل مشاهده بود. چهره او در موزیک ویدیوی «تنها» به صورت سیاه و سفید و به سختی نمایان می‌شود. وی اذعان داشت که حفظ مشخصات و نمایان نکردن آن‌ها کار سختی است. او همچنین گفت: «وقتی برای اولین بار حساب کاربری اینستاگرام ایجاد کردم، هیچ عکسی از خودم در طبیعت یا مکان‌های دیگر نداشتم و این سخت است، بسیار دشوار است که شما ناشناس بمانید.»
واکر، در پشت صحنه موزیک «تنها» در خصوص ماسکی که بر روی صورتش می‌زند گفت: «بسیاری از مردم از من می‌پرسند چرا من صورتم را با ماسک پوشانده‌ام. ماسک بیشتر علامت و نشانه‌ای از یکپارچگی و یکسان بودن یکدیگر است، نه اینکه من متفاوت باشم.»
وی در سال ۲۰۱۷ مبلغ ۲۹٬۱۰۵ دلار به بنیاد کودکان سرطانی نروژ اهدا کرد. واکر همچنین جزو آهنگسازان بدون جنجال است و تاکنون خود را از هر گونه شایعه و اقدام جنجالی مصون نگاه داشته‌است.

## طرفداران
همان‌طور که گفته شد آلن واکر طرفداران زیادی دارد.  از دلایلی که می شود اشاره کرد، موزیک ویدیو های حماسی و اهمیت فراوان به طرفداران خود و استفاده از سبک Walker Style 

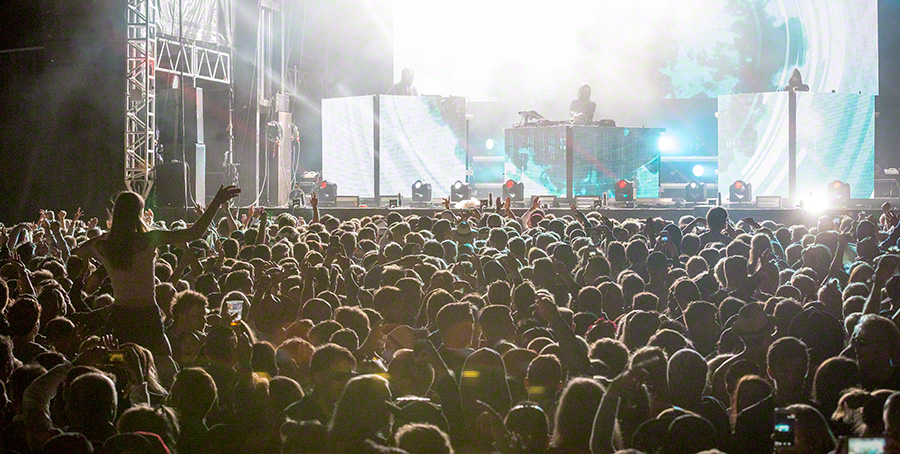
کنسرت آلن واکر در سال ۲۰۱۶

مردم معمولاً طرفداران آلن واکر را به نام «Walkers» میشناسند. #0 واکر آیدی خود آلن واکر است که در موزیک ویدیو ها از این نماد برای شناسایی او استفاده  می شود. تا پایان سال ۲۰۲۳ میلادی بیش از ۱۰۰ هزار نفر در سایت w41k3r.com ثبت نام کردن برای گرفتن واکر آیدی خود. واکر ها در موزیک ویدیو های آلن واکر سهم بزرگی دارند به عنوان مثال در موزیک ویدیو های «Dreamer و Alone» نشان دادن جامعه واکر موضوع اصلی بود.

## ترانه‌شناسی

### آلبوم ها
- دنیای متفاوت (Different World) (۲۰۱۸)
- دنیای واکر (World of Walker) (۲۰۲۱) [۹۶]
- واکرورس (Walkerverse Pt.I & Pt.II) (۲۰۲۲) [۹۷]
- واکرورلد (Walkerworld) (۲۰۲۳) [۷۸]
- واکرورلد ٢.٠ (Walkerworld 2.0) (۲۰۲۵)

## تورها
عضو اصلی تور
- تور واکر (۲۰۱۶–۲۰۱۸)[۹۸]
- تور جهان واکر: بخش اول (۲۰۱۸)
- تور دنیای متفاوت (۲۰۱۸–۲۰۱۹)[۹۹]
- تور Aviation (۲۰۱۹)
- تور world of walker (۲۰۲۱)
- تور walkerverse (۲۰۲۲)
- تور Walkerworld (۲۰۲۳) در جریان...

همکاری در تور
- ریانا– تور ضد جهان (۲۰۱۶)[۱۰۰]
- جاستین بیبر – تور جهانی هدف (۲۰۱۷)[۱۰۱]
- مارتین گریکس – پنج شنبه‌ها در اوسوایا[۱۰۲]

## نگارخانه

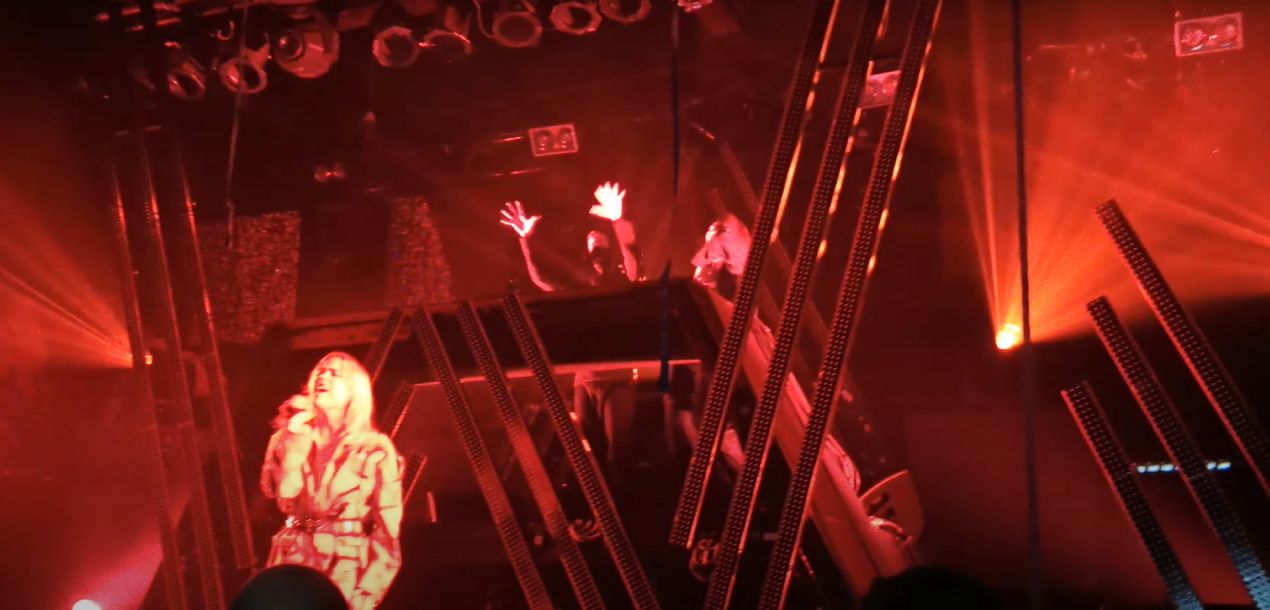
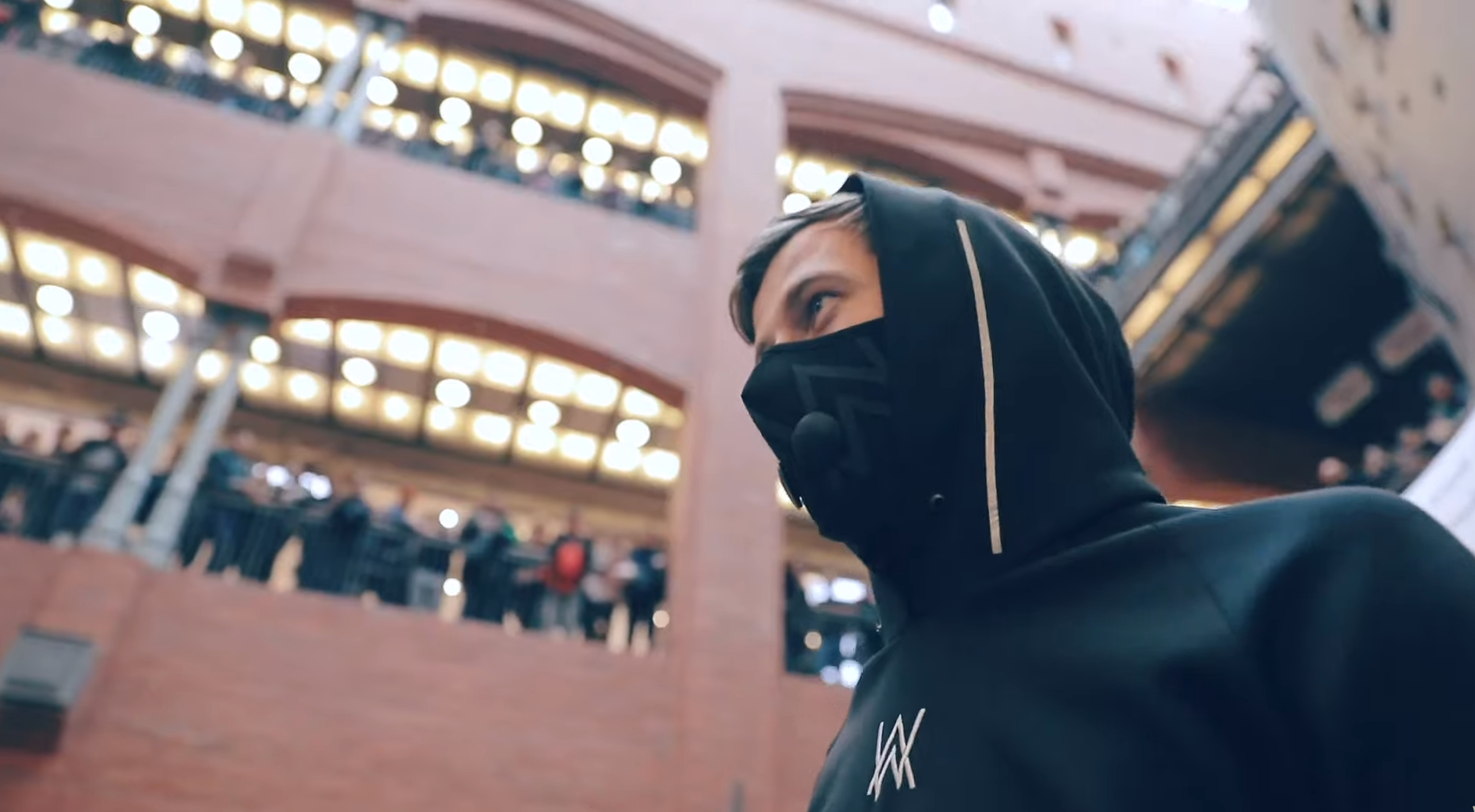
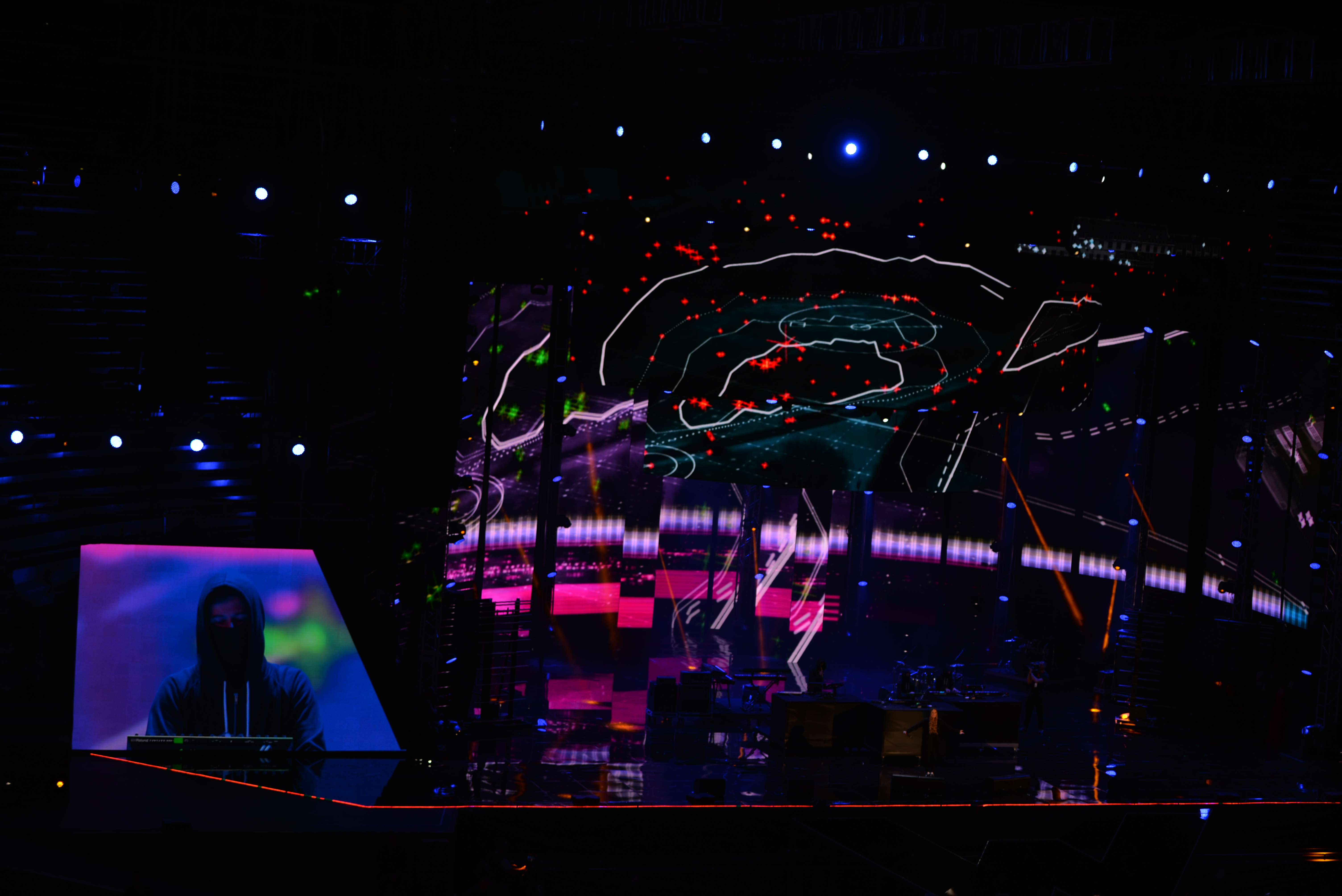
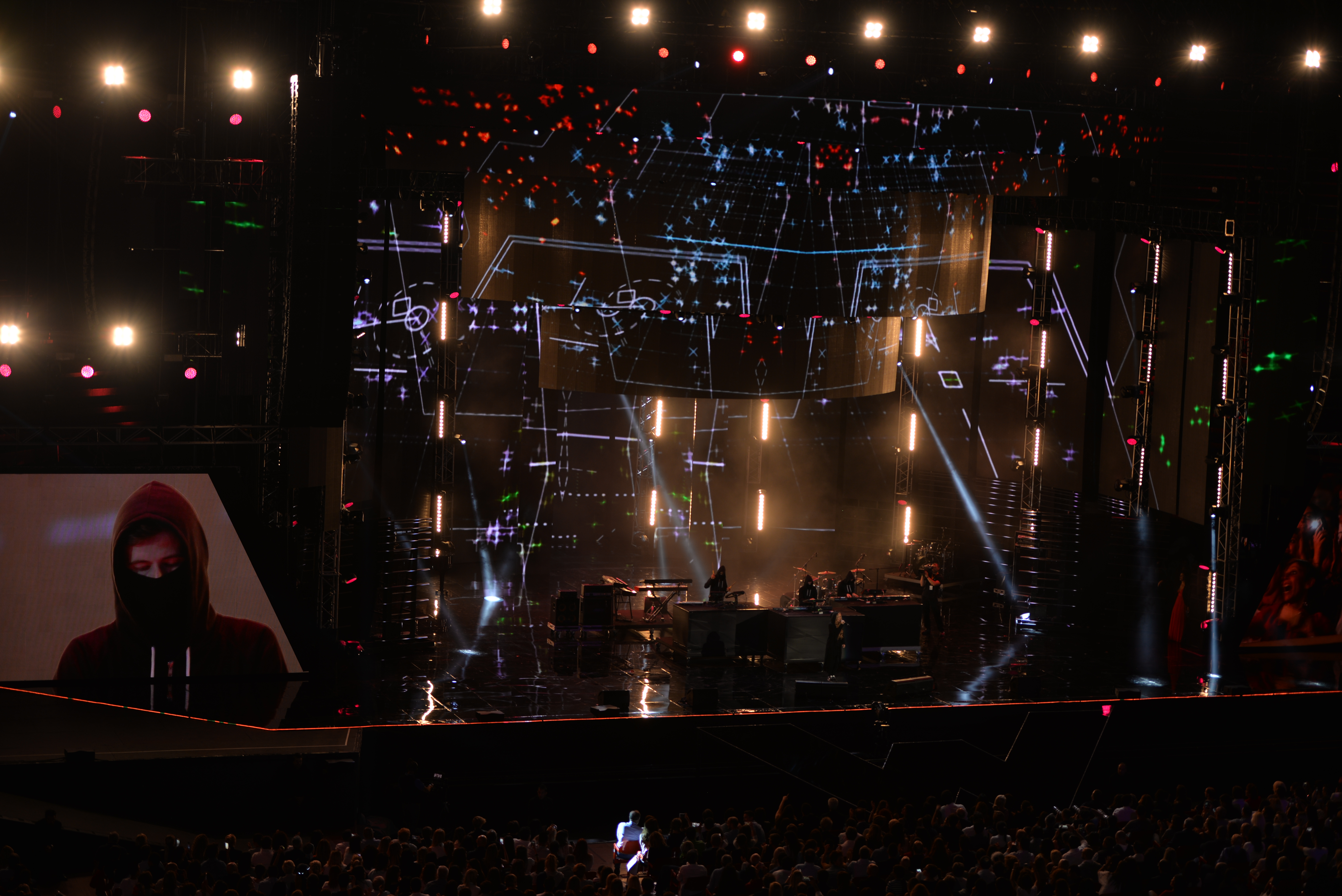
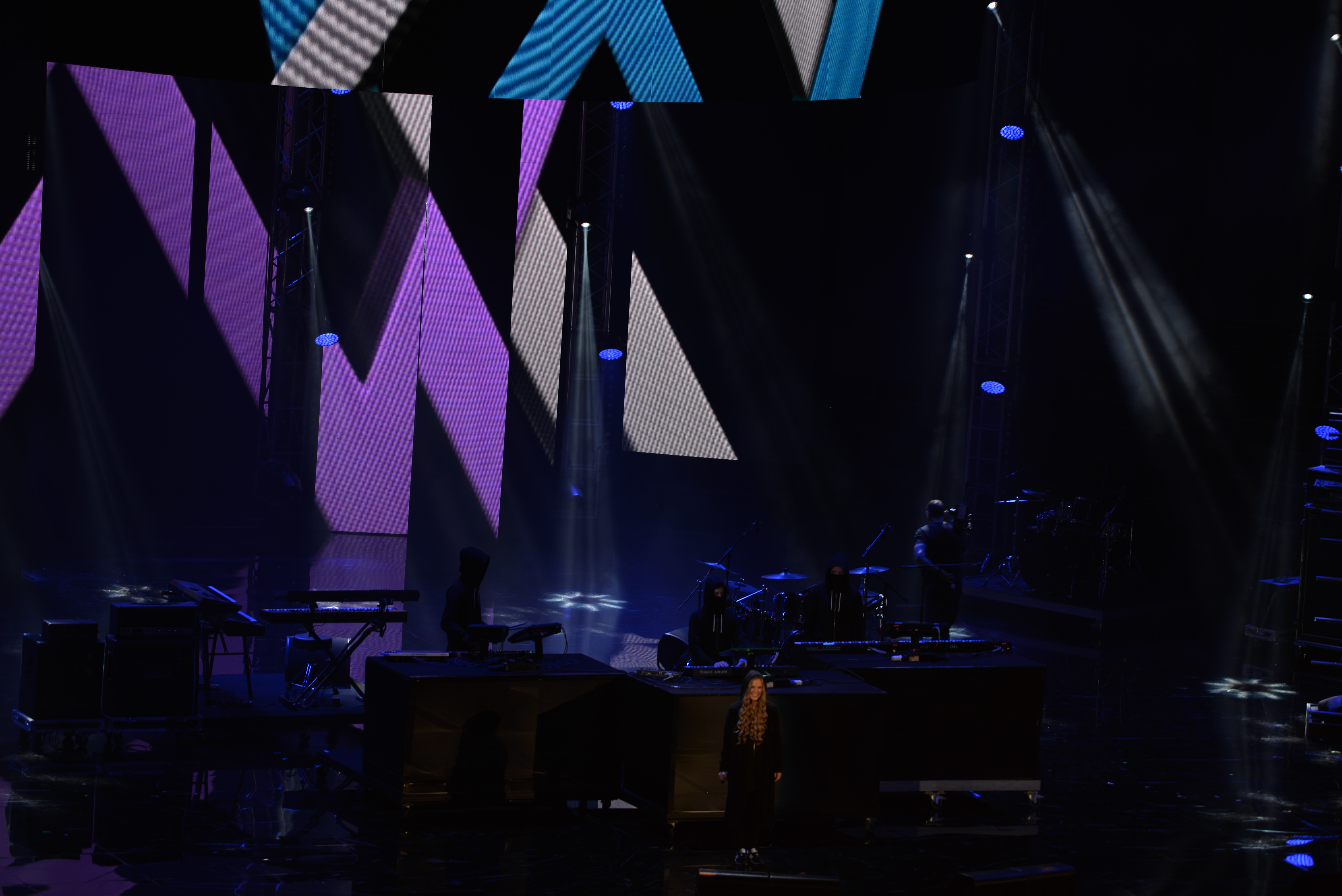